# Pterotaea tremularia
Pterotaea tremularia là một loài bướm đêm trong họ Geometridae.